# Герштанский, Дамиан Иосифович
Дамиа́н Ио́сифович Гершта́нский (укр. Дем'ян Йосипович Герштанський; пол. Damian Gersztański; 1 (13) ноября 1854 село Тараж, Кременецкий уезд, Волынская губерния — 5 мая 1936, Владимир-Волынский) — православный священник и общественный деятель Волыни, член Государственной думы Российской империи II созыва от Волынской губернии, сенатор первого срока в сенате Польши.

## Биография
По национальности украинец. Родился в семье протоиерея Иосифа Павловича Герштанского (1825—1909) и его жены Фёклы Дамиановой. В 1877 году окончил по первому разряду Второй отдел Волынской духовной семинарии. Служил учителем в 4-классной духовной школе в с. Мильцы Ковельского уезда Волынской губернии, где преподавал русский язык, арифметику и географию. Священник в селе Релавицы Владимир-Волынского уезда Волынской губернии. Имел годовое жалованье 1,5 тысячи рублей. С 1886 года священник во Владимире-Волынском (протопресвитер). Преподавал в двухклассном городском училище.
6 февраля 1907 года избран во Государственную думу Российской империи II созыва от общего состава выборщиков Волынского губернского избирательного собрания. Вошёл в Конституционно-демократическую фракцию. Состоял в комиссии по свободе совести.
В 1922—1928 году — член Сената Второй Польской республики от Волынского воеводства. Деятель «Украинского клуба». Автор публикаций в периодике.
Похоронен на погосте Васильевской церкви, по другим данным — на Лодомирском кладбище во Владимире-Волынском.

### Рекомендуемые источники
- Б. Пиндус. Герштанський Дем'ян // Тернопільський енциклопедичний словник / редкол.: Г. Яворський та ін. — Тернопіль: видавничо-поліграфічний комбінат «Збруч», 2004–2010. — Т. 1–4. — ISBN 966-528-197-6. — Т. 1: А-Й. — 2004. — 696 c. — C. 352
- Parlament Rzeczypospolitej Polskej 1919–1927 / Pod red. H. Moscickiego, W. Dzwonkowskiego. — Warszawa, 1928. — S. 335.  (пол.)
- Российский государственный исторический архив. Фонд 1278. Опись 1 (2-й созыв). Дело 101; Дело 562. Лист 17.